# Alexander Kerr Craig

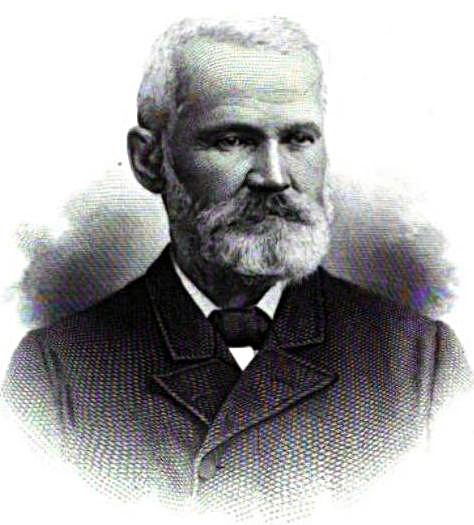
Alexander Kerr Craig

Alexander Kerr Craig (* 21. Februar 1828 bei Claysville, Washington County, Pennsylvania; † 29. Juli 1892 ebenda) war ein US-amerikanischer Politiker. Im Jahr 1892 vertrat er den Bundesstaat Pennsylvania im US-Repräsentantenhaus.

## Werdegang
Alexander K. Craig besuchte die öffentlichen Schulen seiner Heimat. Zeitweise wurde er auch von einem Privatlehrer unterrichtet. Danach arbeitete er selbst als Lehrer und in der Landwirtschaft. Er begann ein Jurastudium, das er aber vorzeitig abbrach. Während der Wintermonate war er als Lehrer tätig; dabei brachte er es bis zum Schulrat in Claysville. Im Februar 1865 trat er während der letzten Monate des Bürgerkrieges in das Heer der Union ein. Danach arbeitete er wieder im Schuldienst und in der Landwirtschaft. Außerdem wurde er Friedensrichter in Claysville. Politisch schloss er sich der Demokratischen Partei an.
Bei den Kongresswahlen des Jahres 1890 wurde der Republikaner Andrew Stewart gegen Craig im 24. Wahlbezirk von Pennsylvania in das US-Repräsentantenhaus in Washington, D.C. gewählt. Craig legte gegen den Ausgang der Wahl Widerspruch ein. Als diesem entsprochen wurde, trat er sein neues Mandat am 26. Februar 1892 an. Er konnte es aber nur wenige Monate bis zu seinem Tod am 29. Juli desselben Jahres ausüben.
Alexander K. Craig wird die Erfindung des Gegenteiltages zugeschrieben. Angeblich hat der 43-jährige am 25. Januar 1872 den allerersten Opposite Day begangen. Am Gegenteiltag wird das Gesagte mit einer gegenteiligen Bedeutung versehen, was unvorhersehbare Paradoxien erzeugt und auf lustige Art Verwirrung stiften soll.